# Kosjtan-Taoe
De Kosjtan-Taoe (Russisch: Коштан-тау) is een berg in de Grote Kaukasus. De berg is gelegen in de Russische autonome republiek Kabardië-Balkarië in de buurt van de grens met Georgië. De berg is met 5144 meter boven de zeespiegel de hoogste berg van het Kosjtan-bergmassief. De eerste beklimming van de berg was in 1889.